# 利奥波德一世 (神圣罗马帝国)
利奥波德一世（Leopold I，1640年6月9日—1705年5月5日)，全名利奥波德·依格纳茨·约瑟夫·巴尔塔萨·费利西安（Leopold Ignaz Joseph Balthasar Felician），哈布斯堡王朝的神聖羅馬皇帝（1658年－1705年在位）及匈牙利國王和波希米亚選侯（1657年－1705年）。他是皇帝斐迪南三世的次子，母为西班牙公主（奥地利的）西班牙的瑪麗亞·安娜，出生于維也納。
利奧波德一世在位時最著名的事蹟，就是他在東部抵擋奥斯曼帝国並反擊成功，以及在西部與法王路易十四的競爭。
經過十多年與奥斯曼帝国的戰爭之後，因為獲得天才將領欧根亲王的效力，利奧波德一世終於打贏大土耳其战争（1683－1699年），在1687、1699年獲得輝煌的勝利。在1699年終結大土耳其战争的卡洛维茨条约，奥斯曼帝国必須割讓特蘭西瓦尼亞、摩里亞、波多利亞及幾乎整個匈牙利中部予奧地利。奥斯曼帝国在歷史上首次承認神圣罗马帝国與奧斯曼帝國的地位相等。利奧波德一世等於是把匈牙利王国從1526年第一次摩哈赤战役後所強加的土耳其枷鎖給除去，並徹底統一了匈牙利。
利奧波德一世對法國打了三場戰爭：法荷战争、大同盟戰爭和西班牙王位繼承戰爭。最後一戰爭中，利奧波德一世試圖讓他的小兒子查理六世繼承整個西班牙帝國，而不理會已故西班牙國王卡洛斯二世的遺囑（傳位給法國安茹公爵菲利普三世）。為此，他發動了席捲歐洲大部分國家的西班牙王位繼承戰爭。
戰爭中期奧地利獲得相當亮眼的成績，特別是1704年布伦海姆战役等一連串勝利。但是，奧地利哈布斯堡王朝的固執讓戰爭遇到瓶頸。1705年利奧波德一世去世，戰爭在無止盡的拉鋸中被奧地利硬是拖到1714年才結束，此時奧地利已失去最佳的談判時機。當1714年和平來臨時，奧地利因在战争后期陷入劣势，无法争取到足够的筹码，最终与法国求和。

## 即位初期
利奥波德一世的统治遇到各种困难。他在即位后不久与瑞典发生战事，瑞典国王卡爾十世·古斯塔夫与匈牙利反对奥地利统治的领袖之一特兰西瓦尼亚亲王结盟反对皇帝。利奥波德一世则得到波兰帮助，于1660年结束这场战争。

## 抵抗土耳其
然而更危险的敌人很快在东方出现。由几位柯普律吕家族帕夏重振起来的奥斯曼帝国声势极大，再度向中欧发起军事征服。于是抗击土耳其便成为利奥波德一世在位时期的头等大事。奥地利一直反对土耳其人干涉特兰西瓦尼亚公国的事务，因為该公国在1660年、1661年兩次被土耳其攻殺其統治者，淪落为奥斯曼帝国的奴僕，双方终于在1663年开战。奥军由優秀將才拉依蒙多·蒙特库科利統帥，以數萬的基督聯軍，竭力抵抗十二萬的土耳其大軍。拉依蒙多·蒙特库科利先于1663年9月的战役中败北，但却在1664年8月的战役中大胜。土耳其人遭此打击后，进攻势头大大减弱，遂于1664年8月10日与奥地利缔结和约，約定二十年內保持和平。
1683年奥斯曼帝国再度大举入侵中欧，势不可挡，大军一度围困维也纳（维也纳之战）。但是，由奥地利及許多日耳曼邦國组成的联军（包括汉诺威、萨克森、巴登、巴伐利亚等等與維也納存亡有直接關係的日耳曼諸邦，而波兰則是非日耳曼國家唯一出兵者），最终击退了土耳其军队。这是一次奇蹟的胜利，有人認為奥斯曼帝国於此役之後一蹶不振。利奥波德一世本人显然对这次胜利无甚贡献，他在維也納被圍的前夕便已離開維也納，理由是兒子年幼，他必須保住哈布斯堡血統存續，留下軍隊守城，並委任妹婿洛林公爵擔任哈布斯堡救援維也納聯軍的代表。聯軍的主力是驃悍的三萬波兰軍，波蘭國王扬三世·索别斯基因為締造大勝，被日耳曼人視為救世主（教宗稱之為「基督世界的救主」），利奧波德一世相對受到冷遇。
之後利奧波德一世對土耳其展開反攻，在1687年攻下大部份的匈牙利。1689年，帝國在傑出的東線統帥路德维希·威廉 (巴登-巴登)之領導下，反土联军攻入巴尔干半岛，占领许多地方，更在1691年的斯蘭卡門之戰中击毙奥斯曼帝国首相帕夏。不过土耳其人很快发起有效的防御，令奥地利军队无法再深入进攻。此時利奧波德一世逐漸重用來自薩伏依的欧根亲王，歐根親王在1690年代擔任軍事行政長官與統帥時，都表現出傑出的才能。他採用路易十四的規劃辦法，改革了哈布斯堡軍隊的供應、裝備、訓練和指揮，因此在1697年與土耳其作戰時，贏得森塔战役的輝煌勝利1699年，利奥波德一世与奥斯曼帝国签订卡洛维茨条约，正式割讓匈牙利、特兰西瓦尼亚和克罗地亚給哈布斯堡。奥地利獲得極大的收益，暫時结束兩國长期的争斗。

## 國內治理和德意志影響

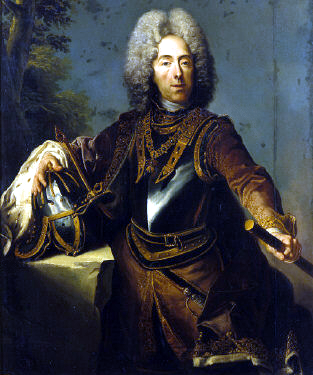
奥地利主帥兼實質首相欧根亲王，他與英國的約翰·邱吉爾、法國的維拉爾公爵，並列為歐洲18世紀前期最優秀的天才將領

### 奧、波、匈的專制君權
利奧波德一世繼承其父建立的君主專制，強化專制君權的滲透，以各種方式，馴服自家領地上的貴族地主。皇帝勒令農民每週三天，替貴族地主作白工，鼓勵貴族地主將大量農產品賣出獲利，換取奥地利與波希米亚貴族對君王的效忠。這個方式獲得極大的成功，貴族地主因此向利奧波德一世交出原本的政治特權，任由哈布斯堡的王室政府，掌控主要的立法與收稅大權。君主專制因此穩定地紮根在哈布斯堡領地上，並且越扎越深。
這樣的方針也實行在治下的匈牙利王国西部（特別是1673年凍結匈牙利「憲法」，打壓貴族並實行專制），但是效果不如預期，反而引起長期的反抗運動（庫魯克），於是在1681年取消專制、恢復貴族之特權（同時放寬新教徒的信仰權利），才漸漸壓下反抗勢力。而特蘭西瓦尼亞縣 (北卡羅萊納州)貴族雖在1687年被奧地利征服（當年全體匈牙利貴族正式放棄「自由選王權」），仍在1703年於特兰西瓦尼亚拉科齊獨立戰爭，一直到1711年才平定。亂後特兰西瓦尼亚的自治特權被取消，改由奧地利派去的總督統治。
藉由1683年維也納攻勢的勝利，以及薩伏依之欧根亲王（天才將領與偉大政治家）的幫助，利奧波德一世開啟1687年後長達46年的中興與顛峰時期。欧根亲王正如奧地利家族的許多官員一樣，根本不是奧地利人；依照出身和教育來分類，他實際上是法國人，並且和當時許多貴族一樣，都曾在各國服務任官，是國際性的貴族官僚。最重要的是，他其實是現代奧地利的國家創始人，建立出效率較高的行政官僚體系，有力地支撐起哈布斯堡的專制君權。

### 對德意志諸侯的放手
1648年三十年戰爭結束之後，神圣罗马帝国名存實亡。帝國原來的集體性與團結性趨於瓦解，諸侯在各自領地內陸續建立君主專制；皇帝的權力被徹底架空，但仍保留一定的權威。利奧波德一世靈活地運用並強化此權威，反而使帝國諸侯從1660年代開始，在東面土耳其和西面法國的強大威脅之下，呈現出前所未有的團結合作，催生出最早的德意志帝國民族主義。（對法國的強烈敵意，促成19世紀的德意志统一）
為了讓帝國諸侯對內團結、對外一致，利奧波德一世彈性地運用皇帝的權威，讓諸侯獲得他們想要的名位封號，藉此達成皇帝的軍事外交目標，也使他成為威斯特伐利亚和约之後，對諸侯最有影響力的皇帝：
1. 1692年，利奥波德一世封恩斯特·奥古斯特为汉诺威选帝侯，几乎引起一场政治危机。帝国已有的各选帝侯反对再多加任何一个成员。但是，此事终获圆满解决，漢諾威選帝侯因此成為皇帝的忠實盟友與優秀統帥。
2. 1697年，他支持萨克森选帝侯腓特烈·奧古斯特一世 (歐登堡)在改信天主教之後，競選看似東歐第二強的波蘭－立陶宛聯邦的王位。腓特烈·奧古斯特一世 (歐登堡)靠著大量的賄賂與禮物，打敗法國競爭者孔蒂亲王，成為波蘭國王奥古斯特二世 (波兰)（綽號「強力王」），替奧地利增加一個安全的東北方盟友。
3. 1701年，他為了對法國發動西班牙王位繼承戰爭，同意勃兰登堡选帝侯腓特烈三世的提議：由勃兰登堡提供八千兵力給奧地利，換取利奧波德一世以神聖羅馬皇帝的名義，允許腓特烈三世在東普魯士稱王，是為「在普魯士的國王」腓特烈一世 (普鲁士)。因為神圣罗马帝国境內只能有一個國王兼皇帝，其他人不得稱國王，而恰好普魯士不在神聖羅馬帝國境內。
4. 同樣在1701年，當利奧波德一世得知盟友英王威廉三世和英國議會，一起制定並通过的《嗣位法》，规定王位繼承人安妮過世後，英國王位將由汉诺威统治者列表的新教夫人——索菲與其子女繼承（因為當時安妮公主的子女已全部早夭），利奧波德一世以樂見其成的態度立刻承認。後來因為安妮女王與索菲都在1714年過世，所以英國王位由索菲之子喬治（1714－1727在位）繼承，開創英國的汉诺威王朝。這件事對於18世紀上半英國－奧地利的聯盟有明顯的加分效果。

## 抵抗法國的霸權
在利奥波德一世统治期间，奥地利捲入一系列与法国的冲突。当时法国国王正是「太陽王」路易十四；他的扩张性政策，先引發了1670年代的法荷战争並獲得巨大勝利，這促使利奥波德一世在1680年代中，与荷兰、瑞典、西班牙、丹麦及勃兰登堡选帝侯结盟，稱作奥格斯堡同盟，抵抗路易十四發動的大同盟戰爭（1688年－1697年）；因為同盟的實際主帥——－荷兰省督威廉三世 (巴伐利亞)在1688年光荣革命，於隔年獲得英國王位，把英國拉進反法的奥格斯堡同盟中。
經過一連串失利和苦戰，反法聯軍終於在1695年擋住路易十四咄咄逼人的進攻，迫使消耗過大的法國，在1697年簽訂合約，歸還所佔的大量領土。總體來說，奧軍與德意志聯軍在這場戰爭中，表現差強人意，主因是財稅短缺、戰費不足，如義大利戰場上的奧國士兵，常因欠餉而叛逃，幸好北義戰區的主帥欧根亲王苦苦支撐，才未讓法軍占領更多土地。
与法国最严重的冲突发生于1702年。西班牙国王卡洛斯二世 (西班牙)的逝世结束了西班牙的哈布斯堡王朝；他把王位传给了他的甥孫，路易十四的孙子费利佩五世。由于与奥地利王室的近亲关系，西班牙的外交政策一般是亲奥地利的，而路易十四决心在西班牙建立一个亲法的政权。利奥波德一世为支持其子查理六世 (神圣罗马帝国)竞争西班牙王位，对法国发动西班牙王位繼承戰爭（1701年－1714年）。
因為英、荷盟國提供的大量戰款，以及天才統帥欧根亲王在1703年當上奧軍最高元帥兼帝國實質首相後，實行了財稅與行政改革，奧軍大致解決了以前戰費不足的問題，並在西班牙王位繼承戰爭連戰連勝、屢獲捷報。從1704年大勝的布伦海姆战役開始，盟軍陸續佔領了巴伐利亚、南尼德蘭、米蘭、那不勒斯與巴塞罗那等地。但是，戰況從1709年開始進入膠著的消耗戰，並因1711年查理六世 (神圣罗马帝国)繼承神聖羅馬皇帝，使得英、荷漸失奮戰動機，而西班牙人奮起的愛國心，更把盟軍趕出巴塞罗那等西班牙本土。
此時，英國因為主和派的托利党上台而改與法國議和，但堅持戰鬥下去的奧地利卻錯過了最佳的議和時機。終於，當1714年欧根亲王於德南戰役挫敗之後，無力堅持戰爭的奧國，也只好與法國議和，放棄西班牙王位，但確認奧國領有南尼德蘭、米蘭、那不勒斯等地，以及奧國在往後二十年內（1714年－1733年）稱霸中欧的格局。
在戰爭結束前的1705年，利奥波德一世在维也纳去世。

## 家庭
1666年，利奧波德一世與自己的外甥女西班牙的瑪加麗塔·特蕾莎結婚，兩人共有2子2女,但只有奧地利的瑪麗亞·安東妮亞存活：
1. 奧地利的瑪麗亞·安東妮亞（1669年—1692年）

瑪加麗塔·特蕾莎於1673年去世。同年，利奧波德一世與奧地利的克勞迪亞·費莉齊塔絲結婚，兩人共有2女：
1. 安娜·馬里·馮·哈布斯堡（1674年—1674年）
2. 瑪莉亞·約瑟法·馮·哈布斯堡（1675年—1676年）

奧地利的克勞迪亞·費莉齊塔絲於1676年去世。同年，利奧波德一世與普法爾茨-諾伊堡的艾蕾諾爾·瑪格達琳結婚，兩人共有3子5女：
1. 約瑟夫一世 (神聖羅馬帝國)（1678年—1711年）
2. 奧地利的瑪麗亞·伊莉莎白 (1680-1741)（1680年—1741年）
3. 奧地利的利奧波德·約瑟夫 (1682-1684)（英语：Archduke Leopold Joseph of Austria (1682–1684)）（1682年－1684年）
4. 奧地利的瑪麗亞·安娜（1683年—1754年）
5. 奧地利的瑪麗亞·特蕾莎 (1684-1696)（1684年—1696年）
6. 查理六世 (神圣罗马帝国)（1685年—1740年）
7. 奧地利的瑪麗亞·約瑟法 (1687-1703)（1687年—1703年）
8. 奧地利的瑪麗亞·瑪格達列娜 (1689-1743)（1689年—1743年）